# Ішківська сільська рада
І́шківська сільська́ ра́да — адміністративно-територіальна одиниця та орган місцевого самоврядування в Козівському районі Тернопільської області до 27 липня 2018 року. Адміністративний центр — село Ішків.

## Загальні відомості
- Територія ради: 0,541 км²
- Населення ради: 963 особи (станом на 2001 рік)
- Територією ради протікає річка Стрипа

## Населені пункти
Сільській раді були підпорядковані населені пункти:
- с. Ішків
- с. Росохуватець
- с. Дворище

## Склад ради
Рада складалася з 14 депутатів та голови.
- Голова ради: Тесля Михайло Степанович
- Секретар ради: Ковалик Світлана Зеновіївна

### Керівний склад попередніх скликань
| Прізвище, ім'я, по батькові | Основні відомості                                                 | Дата обрання | Дата звільнення |
| --------------------------- | ----------------------------------------------------------------- | ------------ | --------------- |
| Сидорак Іван Степанович     | Сільський голова, 1964 року народження, освіта вища,              | 25.11.2015   |                 |
| Сидорак Іван Степанович     | Сільський голова, 1951 року народження, освіта вища, безпартійний | 31.10.2010   |                 |

Примітка: таблиця складена за даними сайту Верховної Ради України

### Депутати
За результатами місцевих виборів 2015 року депутатами ради стали:

#### За суб'єктами висування
| Суб'єкт висування | Кількість обраних депутатів | %    |
| ----------------- | --------------------------- | ---- |
| Самовисування     | 13                          | 92,9 |
| Народна партія    | 1                           | 7,1  |

#### За округами
| № округу       | Прізвище, ім'я, по батькові   | Дата визнання обраним | Освіта             | Партійна приналежність                    | Відомості про обраного депутата             |
| -------------- | ----------------------------- | --------------------- | ------------------ | ----------------------------------------- | ------------------------------------------- |
| Народна Партія |                               |                       |                    |                                           |                                             |
| 3              | Лупак Павло Богданович        | 04.11.2010            | середня            | позапартійний                             | тимчасово не працює                         |
| Самовисування  |                               |                       |                    |                                           |                                             |
| 1              | Починок Олег Антонович        | 04.11.2010            | середня спеціальна | позапартійний                             | ФСГ с. Ішків, голова                        |
| 2              | Чайка Тарас Михайлович        | 04.11.2010            | середня спеціальна | позапартійний                             | М. Тернопіль ЗАТ «Київ», комірник-вантажник |
| 4              | Сточанин Михайло Іванович     | 04.11.2010            | середня            | позапартійний                             | тимчасово не працює                         |
| 5              | Неридний Андрій Степанович    | 04.11.2010            | середня            | позапартійний                             | тимчасово не працює                         |
| 6              | Паращій Богдан Михайлович     | 04.11.2010            | вища               | позапартійний                             | тимчасово не працює                         |
| 7              | Райца Роман Миронович         | 04.11.2010            | середня            | позапартійний                             | ПП Содомор О. М., водій                     |
| 8              | Венгер Ярослав Романович      | 04.11.2010            | вища               | позапартійний                             | тимчасово не працює                         |
| 9              | Сеник В'ячеслав Ярославович   | 04.11.2010            | середня спеціальна | позапартійний                             | тимчасово не працює                         |
| 10             | Дзюла Анатолій Миколайович    | 04.11.2010            | середня спеціальна | член Всеукраїнського об'єднання «Свобода» | Терноп. обласна філармонія, артист хору     |
| 11             | Ваврикович Микола Ярославович | 04.11.2010            | вища               | позапартійний                             | Козова, УЕГГ, контролер ГГ                  |
| 12             | Ковалик Світлана Зеновіївна   | 04.11.2010            | середня спеціальна | позапартійна                              | С. Ішків, сільська рада, секретар           |
| 13             | Тиндюк Ярослав Степанович     | 04.11.2010            | середня            | позапартійний                             | С. Ішків, дяк церкви                        |
| 14             | Курій Петро Михайлович        | 04.11.2010            | середня            | позапартійний                             | ПТУ № 1, студент                            |